# Plurima mortis imago
Plurima mortis imago è una locuzione latina, che tradotta letteralmente significa «i tanti aspetti della morte».
Enea continuando nel suo triste racconto a Didone ricorda l'ultima notte della città di Troia messa a ferro e fuoco dai Greci. In ogni dove sangue e lacrime, corpi trafitti dalle spade e orrendamente mutilati: la morte quella notte si presentò sotto i suoi molteplici e più disumani aspetti.